# Carga (electricidad)
En electricidad, se denomina carga a cualquier componente de un circuito (resistencia, motor, equipo electrónico, etc.) que ofrece una mayor o menor resistencia al paso de la corriente, por lo que al conectarse a una fuente de fuerza electromotriz se considera como una "carga" o consumidor de energía eléctrica. Junto a las fuentes de alimentación, y el cableado forman los tres elementos básicos de todo circuito eléctrico. La carga también se puede definir como la impedancia de entrada de un circuito.

## Efecto de la carga en un circuito
Cuando se estudia el efecto que produce la carga en un circuito, es de gran ayuda esquematizar el circuito real y considerar su circuito Thévenin equivalente o su circuito Norton equivalente. Si consideramos el equivalente Thévenin de un circuito como este:

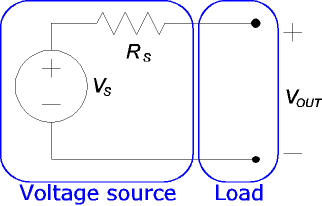
El circuito se representa por una fuente ideal de voltaje Vs en serie con una resistencia interna Rs.

Sin carga (terminales en circuito abierto), la totalidad de {\displaystyle V_{S}} cae a través de la salida; el voltaje de salida es {\displaystyle V_{S}}. Sin embargo si se conecta una carga el circuito se comportará de forma diferente. Podemos ignorar los detalles del circuito de carga, tal y como hicimos con la fuente de alimentación, y representarla lo más simple que sea posible. Si usamos una resistencia de entrada para representar la carga, el circuito completo quedará como este:

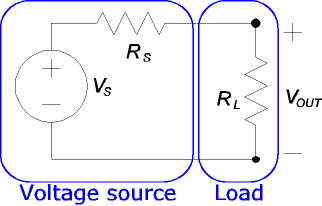
La resistencia de la carga esta en serie con Rs.

Considerando la fuente de voltaje por sí misma como un circuito abierto, al añadir la carga obtenemos un  circuito cerrado permitiendo el flujo de la corriente eléctrica. Esta corriente provoca que el voltaje caiga a través de {\displaystyle R_{S}}, y el voltaje en los terminales de salida ya no será {\displaystyle V_{S}}. Este voltaje de salida puede determinarse por la regla del divisor de tensión:
{\displaystyle V_{OUT}=V_{S}\cdot {\frac {R_{L}}{R_{L}+R_{S}}}}
Si la resistencia de la fuente no es despreciablemente menor comparada con la impedancia de carga, el voltaje de la salida caerá. Este ejemplo usa una simple resistencia, pero se puede llegar a las mismas  conclusiones en circuitos de corriente alterna usando elementos resistivos, capacitivos e inductivos.
Así pues, si la impedancia de carga no es mucho mayor que la impedancia de la fuente de alimentación, el voltaje descenderá bruscamente en la salida. Lo que explica que, en el ámbito doméstico, cuando se conecta un equipo de elevado consumo (como la calefacción, ...) pueda producirse una disminución significativa de la intensidad de la iluminación de la casa.